# Aeropuerto de Mora-Siljan
El Aeropuerto de Mora-Siljan (en sueco: Mora-Siljan flygplats) (IATA: MXX, OACI: ESKM) está situado a 7 km al sudoeste de Mora, Suecia.
El número de pasajeros ha descendido drásticamente desde unos 50 000 en los años 80 hasta los poco más de 9000 en los últimos años, siguiendo la tendencia que han experimentado todos los aeropuertos suecos de tercer nivel.

## Aerolíneas y destinos
| Aerolíneas                               | Destinos                                        |
| ---------------------------------------- | ----------------------------------------------- |
| Nextjet                                  | Estocolmo-Arlanda, Sveg                         |
| Kullaflyg operado por Braathens Regional | Estacional: Aeropuerto de Ängelholm–Helsingborg |

## Estadísticas
Ver fuente y consulta Wikidata.